# Tippeligaen 2011
La Tippeligaen 2011 fue la 67.a edición de la máxima división del fútbol noruego. El torneo fue ganado por el Molde FK -su primer título de liga de su historia- y se clasificó a la Segunda ronda Previa de la Liga de Campeones de la UEFA 2012-13.  El segundo lugar le correspondió al Tromsø IL y el tercero a los campeones defensores, el Rosenborg Ballklub, clasificando así ambos a la Segunda y Primera Rondas Previas de la UEFA Europa League 2012-13, respectivamente. El Aalesunds FK y el Stabæk IF también clasificaron a las rondas previas de la Europa League tras ganar la Copa de Noruega y por terminar en los primeros puestos del ranking Fair Play de la UEFA, respectivamente.
El IK Start y el Sarpsborg 08 descendieron a la Adeccoligaen 2012 luego de terminar en las posiciones 15 y 16, respectivamente. El equipo que terminó en la posición 14 en esta temporada no tuvo que jugar la repesca por la promoción.

## Formato
Los 16 equipos participantes jugaron entre sí todos contra todos dos veces totalizando 30 partidos cada uno, al término de la fecha 30 el primer clasificado obtuvo un cupo para la Liga de Campeones 2012-13, mientras que el segundo y tercer clasificado obtuvieron un cupo para la Liga Europea 2012-13; por otro lado el último y penúltimo clasificado descendieron a la Adeccoligaen 2012.
Un tercer cupo para la Liga Europea 2012-13 fue asignado al campeón de la Copa de Noruega.

## Equipos y estadios
Los equipos que terminaron la temporada 2010 en los últimos tres lugares de la tabla descendieron a la Adeccoligaen 2011. El Sandefjord Fotball terminó en último lugar y descendió luego dos años en el máximo nivel. Kongsvinger IL terminó penúltimo, descendiendo y terminando así su estadía tan solo un año en la liga. El equipo que terminó en la posición 14, el Hønefoss BK, debió jugar la repesca con los equipos que terminaron en los puestos 3, 4 y 5 de la Adeccoligaen en 2011, cayendo finalmente 8-1 en el agregado en la serie final ante el Fredrikstad FK, equipo que finalmente ascendería para jugar en la Tippeligaen en 2011.
El Sogndal, campeón de la Adeccoligaen 2010, ascendió en forma directa, siendo acompañado por el Sarpsborg 08, equipo que terminó segundo en dicho campeonato.
| Equipo       | Ubicación    | Estadio             | Superficie | Capacidad |
| ------------ | ------------ | ------------------- | ---------- | --------- |
| Aalesund     | Ålesund      | Color Line Stadion  | Artificial | 10.778    |
| Brann        | Bergen       | Brann Stadion       | Natural    | 17.824    |
| Fredrikstad  | Fredrikstad  | Fredrikstad Stadion | Natural    | 13.300    |
| Haugesund    | Haugesund    | Haugesund Stadion   | Natural    | 5.000     |
| IK Start     | Kristiansand | Sør Arena           | Artificial | 14.563    |
| Lillestrøm   | Lillestrøm   | Åråsen stadion      | Natural    | 11.637    |
| Molde        | Molde        | Aker Stadion        | Natural    | 11.800    |
| Odd Grenland | Skien        | Skagerak Arena      | Artificial | 13.500    |
| Rosenborg    | Trondheim    | Lerkendal Stadion   | Natural    | 21.850    |
| Sarpsborg 08 | Sarpsborg    | Sarpsborg Stadion   | Natural    | 5.000     |
| Sogndal      | Sogndal      | Fosshaugane Campus  | Natural    | 5.402     |
| Stabæk       | Bærum        | Telenor Arena       | Artificial | 15.500    |
| Strømsgodset | Drammen      | Marienlyst Stadion  | Artificial | 7.500     |
| Tromsø       | Tromsø       | Alfheim Stadion     | Artificial | 7.500     |
| Viking       | Stavanger    | Viking Stadion      | Natural    | 16.600    |
| Vålerenga    | Oslo         | Ullevaal Stadion    | Natural    | 25.572    |

## Tabla de posiciones
|  |    | Equipos          |  | PJ | G  | E  | P  | GF | GC | Dif | Pts |
|  | -- | ---------------- |  | -- | -- | -- | -- | -- | -- | --- | --- |
|  | 1  | Molde (C)        |  | 30 | 17 | 7  | 6  | 55 | 38 | +17 | 58  |
|  | 2  | Tromsø (Q)       |  | 30 | 15 | 8  | 7  | 56 | 34 | +22 | 53  |
|  | 3  | Rosenborg (Q)    |  | 30 | 14 | 7  | 9  | 69 | 44 | +25 | 49  |
|  | 4  | Brann            |  | 30 | 14 | 6  | 10 | 51 | 49 | +2  | 48  |
|  | 5  | Odd Grenland     |  | 30 | 14 | 6  | 10 | 44 | 44 | 0   | 48  |
|  | 6  | Haugesund        |  | 30 | 14 | 5  | 11 | 55 | 43 | +12 | 47  |
|  | 7  | Vålerenga        |  | 30 | 14 | 5  | 11 | 42 | 33 | +9  | 47  |
|  | 8  | Strømsgodset     |  | 30 | 12 | 9  | 9  | 44 | 43 | +1  | 45  |
|  | 9  | Aalesund (Q)(1)  |  | 30 | 12 | 7  | 11 | 36 | 38 | -2  | 43  |
|  | 10 | Stabæk (Q)(2)    |  | 30 | 11 | 6  | 13 | 44 | 50 | -6  | 39  |
|  | 11 | Viking FK        |  | 30 | 9  | 10 | 11 | 33 | 40 | -7  | 37  |
|  | 12 | Fredrikstad FK   |  | 30 | 10 | 6  | 14 | 38 | 41 | -3  | 36  |
|  | 13 | Lillestrøm       |  | 30 | 9  | 7  | 14 | 46 | 52 | -6  | 34  |
|  | 14 | Sogndal          |  | 30 | 8  | 10 | 12 | 24 | 31 | -7  | 34  |
|  | 15 | IK Start (D)     |  | 30 | 7  | 5  | 18 | 39 | 61 | -22 | 26  |
|  | 16 | Sarpsborg 08 (D) |  | 30 | 5  | 6  | 19 | 31 | 65 | -34 | 21  |

### Leyenda
|  | Clasificado para la segunda ronda previa de la Liga de Campeones de la UEFA 2012-13 |
|  | Clasificado para la segunda ronda previa de la UEFA Europa League 2012-13           |
|  | Clasificado para la primera ronda previa de la UEFA Europa League 2012-13           |
|  | Descendido a la Adeccoligaen 2012                                                   |

| (C) Campeón     |
| (Q) Clasificado |
| (D) Descendido  |